# کلاته خداداد
کلاته خداداد یک روستا در ایران است که در دهستان شوسف واقع شده‌است. کلاته خداداد ۲۳۶ نفر جمعیت دارد.